# Protesty v Moldavsku (2015–2016)

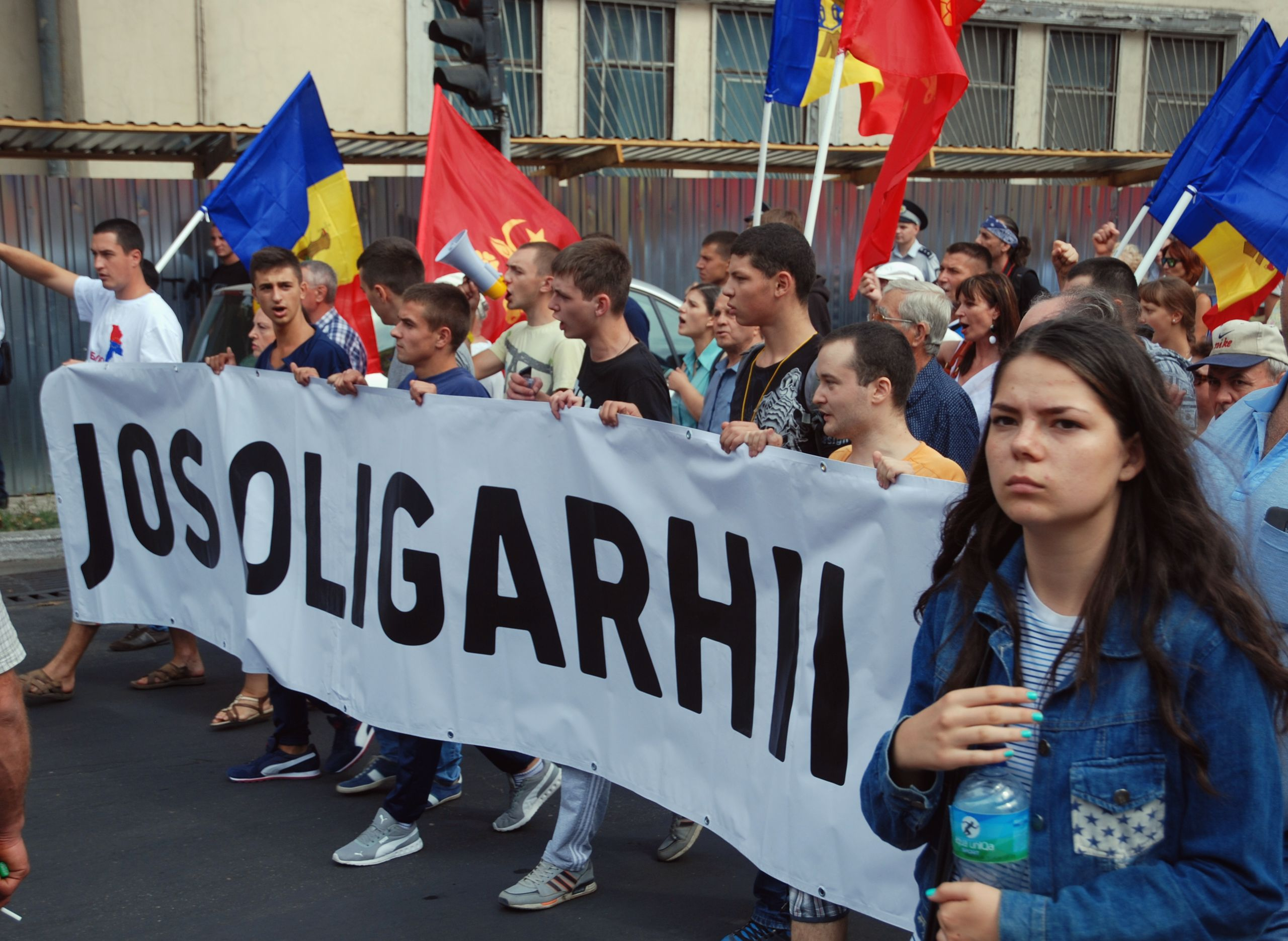
Demonstranti v září 2015

Dlouhodobé protesty v Moldavsku probíhaly od 27. března 2015. Tehdy se uskutečnil první mítink odpůrců tamní vlády. K eskalaci situace došlo na začátku září 2015 a později i v lednu 2016. 
Proevropská i proruská opozice v protestech, které se neustále opakují ve větších moldavských městech žádá odchod vlády, kterou obviňuje z korupce. Důvodem protestů je špatné hospodaření státu, kde se ukázkovým případem stala ztráta milionů dolarů v roce 2014. Politickou formací, které protesty podporuje, je Demnitate și Adevăr (Důstojnost a pravda).